# Duffel Lapwings
Duffel Lapwings is een Belgische inlineskaten- en inlinehockeyclub uit Duffel.

## Geschiedenis
De roots van de sportvereniging liggen in het Duffelse gehucht Mijlstraat, alwaar er werd geoefend op het plein van een lokale rozenkweker. De eerste wedstrijden werden gespeeld op de parking van de groenteveiling van Sint-Katelijne-Waver. In 1995 volgde de feitelijke oprichting en in het seizoen 2021-'22 dwong de club de promotie af naar de eerste divisie van het inlinehockey.